# Kåtatjärnen (Sorsele socken, Lappland, 727838-156637)
Kåtatjärnen är en sjö i Sorsele kommun i Lappland och ingår i Umeälvens huvudavrinningsområde. Kåtatjärnen ligger i Liksgelisen Natura 2000-område.